# Alexej Bugajev
Alexej Bugajev (ruskou cyrilicí Алексей Иванович Бугаев) (25. srpna 1981, Moskva – 29. prosince 2024, Ukrajina) byl ruský fotbalista, obránce.

## Klubová kariéra
Hrál v Rusku za FK Torpedo Moskva, FK Tom Tomsk, FK Lokomotiv Moskva a FK Krasnodar. V ruské lize nastoupil ve 103 utkáních a dal 1 gól. V Poháru UEFA nastoupil v 5 utkáních a v jeho kvalifikaci v 1 utkání. Za reprezentaci Ruska nastoupil v letech 2004-2005 v 7 utkáních. Byl členem ruské reprezentace na Mistrovství Evropy ve fotbale 2004, nastoupil ve 2 utkáních.

## Ligová bilance
| Ročník                    | Zápasy | Góly | Klub                |
| ------------------------- | ------ | ---- | ------------------- |
| Ruská Premier Liga 2001   | 2      | 0    | FK Torpedo Moskva   |
| 2. ruská liga 2001        | 6      | 0    | FK Tom Tomsk        |
| 2. ruská liga 2002        | 19     | 0    | FK Tom Tomsk        |
| Ruská Premier Liga 2003   | 19     | 0    | FK Torpedo Moskva   |
| Ruská Premier Liga 2004   | 20     | 0    | FK Torpedo Moskva   |
| Ruská Premier Liga 2005   | 8      | 0    | FK Lokomotiv Moskva |
| Ruská Premier Liga 2006   | 28     | 1    | FK Tom Tomsk        |
| Ruská Premier Liga 2007   | 17     | 0    | FK Tom Tomsk        |
| Ruská Premier Liga 2008   | 9      | 0    | FK Tom Tomsk        |
| 2. ruská liga 2009        | 13     | 0    | FK Krasnodar        |
| 2. ruská liga 2010        | 6      | 0    | FK Krasnodar        |
| CELKEM Ruská Premier Liga | 103    | 1    |                     |

## Osobní život a smrt
Celý svůj dospělý život měl problémy se závislostí na alkoholu. Po skončení aktivní kariéry ve 29 letech pracoval pro recyklační firmu, ale kvůli zaplacení dluhů za alkohol se obrátil k trestné činnosti. 28. října 2023 byl zatčen v Krasnodaru za držení 495 gramů mefedronu. 24. září 2024 se přiznal k distribuci drog a byl odsouzen k 9,5 roku odnětí svobody. Ve vězení narukoval do armády a 29. prosince 2024 byl zabit v boji za Rusko při ruské invazi na Ukrajinu.